# Fimbristylis lineatisquama
Fimbristylis lineatisquama är en halvgräsart som beskrevs av Jisaburo Ohwi. Fimbristylis lineatisquama ingår i släktet Fimbristylis och familjen halvgräs.
Artens utbredningsområde är Filippinerna. Inga underarter finns listade i Catalogue of Life.